# Flaga Mińska
Flaga Mińska – jeden z trzech oficjalnych, oprócz herbu i hymnu, symboli miejskich Mińska. Wzór flagi Mińska reguluje decyzja mińskiej miejskiej rady delegatów z dnia 27 marca 2001 roku. 
Flaga składa się z błękitnego płata o stosunku szerokości do długości 2:3. W środku płata znajduje się godłem pochodzące z herbu Mińska. Długość godła wynosi 2:5 długości flagi. 